# Nagibowo
Nagibowo (ros. Нагибово) – wieś w Rosji, w Żydowskim Obwodzie Autonomicznym, w rejonie oktiabrskim. W 2010 liczyła 534 mieszkańców.